# Santa Maria la Bruna
Santa Maria la Bruna, indicata anche nella forma Santa Maria La Bruna, è una frazione del comune campano di Torre del Greco, nella città metropolitana di Napoli, ed ha una popolazione di circa 5 000 abitanti.

## Storia
Vista la fertilità della piana vesuviana su cui sorge, il paese è un insediamento di tradizione prevalentemente agricola, nonostante la vicinanza con il mare. Con l'espansione urbanistica avvenuta tra gli anni '60 e '70 del XX secolo, nell'area metropolitana di Napoli, anche Santa Maria ha subito una forte espansione con la costruzione di numerose abitazioni, ed il conseguenziale e notevole aumento della popolazione residente.

## Geografia
Situata lungo la costa tirrenica, al centro del Golfo di Napoli e col Vesuvio alle spalle, a breve distanza dalla penisola sorrentina, Santa Maria la Bruna è ubicata circa 5 km a sud di Torre del Greco, con cui è urbanisticamente contigua, e dista 19 km dal centro di Napoli. Gli altri centri più vicini sono la frazione torrese di Leopardi, a circa 1 km a nord, Torre Annunziata (4 km est) e Trecase (4,5 km nord).

## Infrastrutture e trasporti

### Ferrovie
La frazione è servita dall'omonima stazione ferroviaria, ubicata sulla linea Napoli-Salerno, e servita da treni a carattere regionale. Essa ospita inoltre un importante impianto di Officine Grandi Riparazioni (OGR) delle FS.

### Altri trasporti
Gli svincoli autostradali più vicini a Santa Maria, entrambi sull'A3 Napoli-Salerno, sono "Torre Annunziata Nord" (a 3 km) e "Torre del Greco" (a 5,5 km), mentre la Strada statale 18 Tirrena Inferiore attraversa la vicina frazione di Leopardi, a poco più di 1 km nord. I porti più vicini sono quelli di Torre Annunziata e Torre del Greco.